# Perry (Wisconsin)
Die Town of Perry ist eine von 34 Towns im Dane County im US-amerikanischen Bundesstaat Wisconsin. Im Jahr 2010 hatte die Town of Perry 729 Einwohner.
Town hat in Wisconsin eine grundlegend andere Bedeutung, als im übrigen englischsprachigen Bereich. Vielmehr entspricht sie den in den anderen US-Bundesstaaten üblichen Townships, die nach dem County die nächstkleinere Verwaltungseinheit bilden.
Das Gebiet der Town of Perry ist Bestandteil der Metropolregion Madison.

## Geographie
Die Town of Perry liegt im Süden Wisconsins, im südwestlichen Vorortbereich von dessen Hauptstadt Madison. Der am Mississippi gelegene Schnittpunkt der drei Bundesstaaten Wisconsin, Iowa und Minnesota liegt rund 175 km westnordwestlich; nach Illinois sind es rund 50 km in südlicher Richtung.
Die Koordinaten des geografischen Zentrums der Town of Perry sind 42°53′54″ nördlicher Breite und 89°46′40″ westlicher Länge. Sie erstreckt sich über eine Fläche von 93,6 km².   
Die Town of Perry liegt im äußersten Südwesten des Dane County und grenzt an folgende Nachbartowns:
| Town of Brigham (Iowa County) | Town of Blue Mounds                         | Town of Springdale                |
| Town of Moscow (Iowa County)  | Kompassrose, die auf Nachbargemeinden zeigt | Town of Primrose                  |
|                               | Town of York (Green County)                 | Town of New Glarus (Green County) |

## Verkehr
Der Wisconsin State Highway 78 verläuft in Nord-Süd-Richtung durch den Westen der Town of Perry. Daneben führen noch die County Highways A, H und Z durch die Town. Alle weiteren Straßen sind untergeordnete Landstraßen sowie teils unbefestigte Fahrwege.
Der nächste Flughafen ist der Dane County Regional Airport in Wisconsins Hauptstadt Madison (rund 55 km nordöstlich).

## Bevölkerung
Nach der Volkszählung im Jahr 2010 lebten in der Town of Perry 729 Menschen in 280 Haushalten. Die Bevölkerungsdichte betrug 7,8 Einwohner pro Quadratkilometer. In den 280 Haushalten lebten statistisch je 2,6 Personen. 
Ethnisch betrachtet setzte sich die Bevölkerung zusammen aus 97,8 Prozent Weißen, 0,5 Prozent Afroamerikanern sowie 1,4 Prozent Asiaten; 0,3 Prozent stammten von zwei oder mehr Ethnien ab. Unabhängig von der ethnischen Zugehörigkeit waren 1,2 Prozent der Bevölkerung spanischer oder lateinamerikanischer Abstammung. 
24,8 Prozent der Bevölkerung waren unter 18 Jahre alt, 60,9 Prozent waren zwischen 18 und 64 und 14,3 Prozent waren 65 Jahre oder älter. 48,6 Prozent der Bevölkerung war weiblich.
Das mittlere jährliche Einkommen eines Haushalts lag bei 72.500 USD. Das Pro-Kopf-Einkommen betrug 36.651 USD. 3,5 Prozent der Einwohner lebten unterhalb der Armutsgrenze.

## Ortschaften in der Town of Perry
Neben Streubesiedlung existieren in der Town of Perry folgende gemeindefreie Siedlungen:
- Daleyville
- Forward